# Szew czołowo-nosowy

Czaszka człowieka. Szew czołowo-nosowy podpisany sutura frontonasalis.

Szew czołowo-nosowy (łac. sutura frontonasalis) – szew czaszki łączący kość czołową z kośćmi nosowymi.
U człowieka jest krótkim szwem znajdującym się poniżej gładzizny, łączącym górne brzegi obu kości nosowych z częścią nosową kości czołowej. Punkt środkowy szwu, będący miejscem styku wszystkich trzech wymienionych kości, stanowi punkt antropometryczny określany nazwą nasion. Na oba boki szew czołowo-nosowy przedłuża się w szew czołowo-szczękowy, łączący kość czołową z kością szczękową.
Zarasta (kostnieje) u konia domowego w 10–15 roku życia.